# Hakusan (metropolitana di Tokyo)
Hakusan (白山駅?, Hakusan-eki) è una stazione della metropolitana di Tokyo che si trova a Bunkyō. La stazione è servita da due linee della Toei Metro. La stazione è collegata con quella di Kōrakuen della Tokyo Metro.

## Struttura
La stazione è dotata di due piattaforme laterali con due binari sotterranei.
| 1 | Linea Mita | per Hibiya, Shirokane-Takanawa, Meguro e linea Tōkyū Tōyoko |
| 2 | Linea Mita | per Sugamo, Takashimadaira e Nishi-Takashimadaira           |

## Stazioni adiacenti
| «          | Servizio   | »          |
| Linea Mita | Linea Mita | Linea Mita |
| ---------- | ---------- | ---------- |
| Kasuga     | -          | Sengoku    |